# Кузяевский сельсовет (Лотошинский район)
Кузяевский сельсовет — упразднённая административно-территориальная единица, существовавшая на территории Московской губернии и Московской области до 1939 года.
Кузяевский сельсовет был образован в первые годы советской власти. По данным 1921 года он входил в состав Ошейкинской волости Волоколамского уезда Московской губернии.
По данным 1926 года в состав сельсовета входили 2 населённых пункта — Кузяево и Борки.
В 1929 году Кузяевский с/с был отнесён к Лотошинскому району Московского округа Московской области.
17 июля 1939 года Кузяевский с/с был упразднён, а его территория передана во Власовский с/с.